# Elisabetta Piqué
Elisabetta Piqué (Florència, 1967) és una periodista argentina nascuda a Italia, corresponsal del Vaticà pel diari La Nación. Va néixer a Florència en una família d'origen català. Des del 1999 és corresponsal al Vaticà, un any en què ja entrevistà el que seria anys després el Papa Francesc. Va ser l'única periodista que va encertar l'elecció del Papa Francesc el 2013 i el mateix any va escriure una biografia del Papa al llibre Francisco: vida y revolución, que va presentar a Madrid amb Paloma Gómez Borrero el 2014. La pel·lícula Francisco: el padre Jorge es basa en el seu llibre, i el personatge de l'actriu Silvia Abascal es basa en el seu.